# 佛山复星禅诚医院
佛山复星禅诚医院（广东医科大学附属复星禅诚医院），为一所大型民营三级甲等综合医院，位于中华人民共和国广东省佛山市禅城区石湾镇街道三友南路3号（靠近佛山地铁2号线石湾站B出入口），编制床位1750张。

## 历史
该医院成立于1958年，并于1969年转为全民所有制，1972年更名为“佛山市第二人民医院”。1985年石湾区建区后，佛山市第二人民医院更名为“佛山市石湾区人民医院”，2002年12月更名为“佛山市禅城区中心医院”，2012年被评为“三级甲等医院”。2013年，复星医药6.93亿收购禅城医院60%股权，并将“佛山市禅城区中心医院”更名为“佛山市禅城中心医院”。2021年7月1日，佛山市禅城中心医院更名为“佛山复星禅诚医院”。

## 禅医健康城综合体项目
禅医健康城综合体项目是佛山复星禅诚医院的其中一个重要组成部分，也是佛山复星禅诚医院妇科、产科和儿科的所在地，编制床位550张。该项目于2020年12月4日实现主体结构封顶，并于2022年10月29日首次对外开放，2022年11月19日全面开业，2022年11月25日举办“进驻庆典活动”。

## 相册

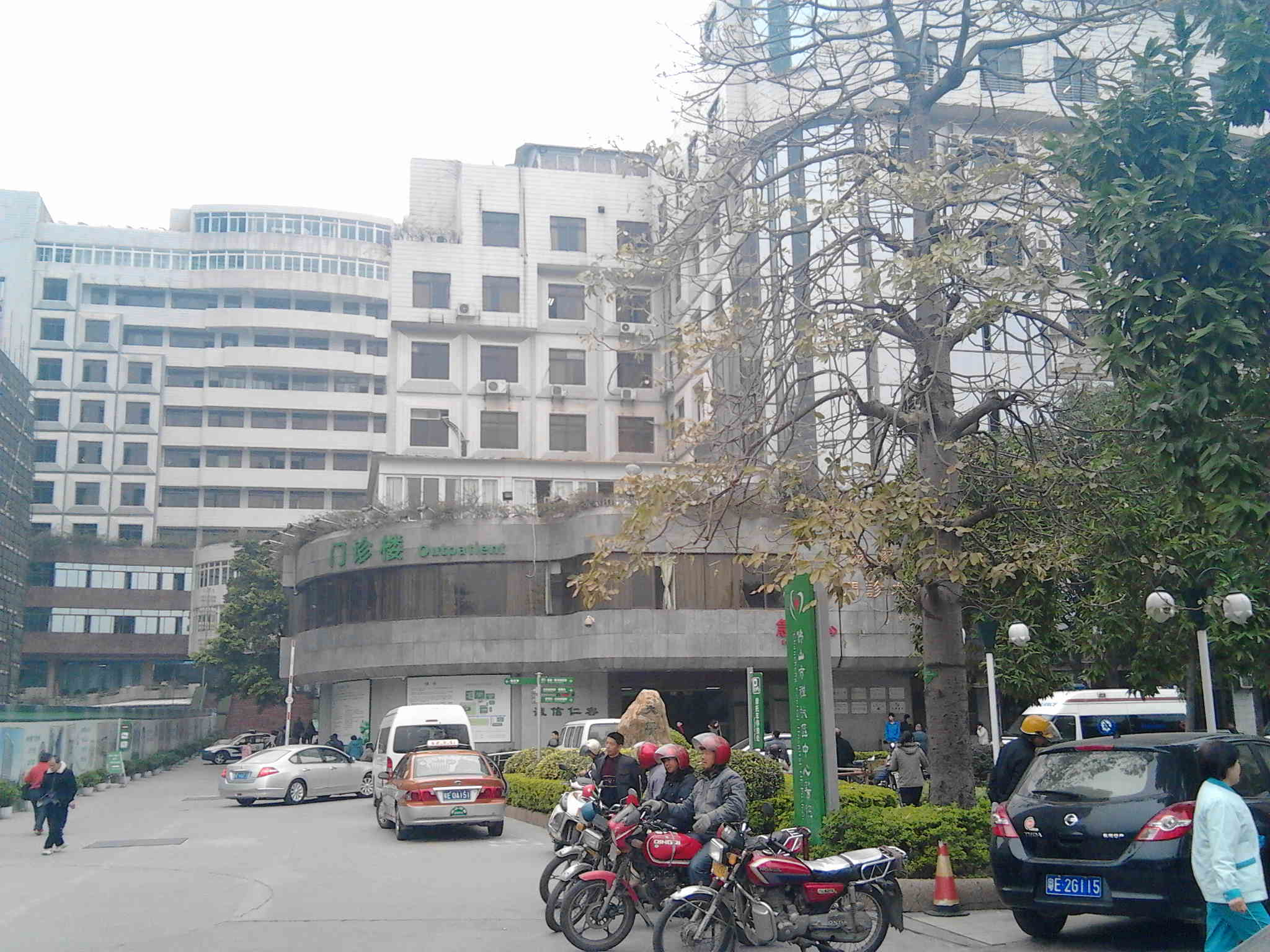
门诊大楼及旧住院部大楼
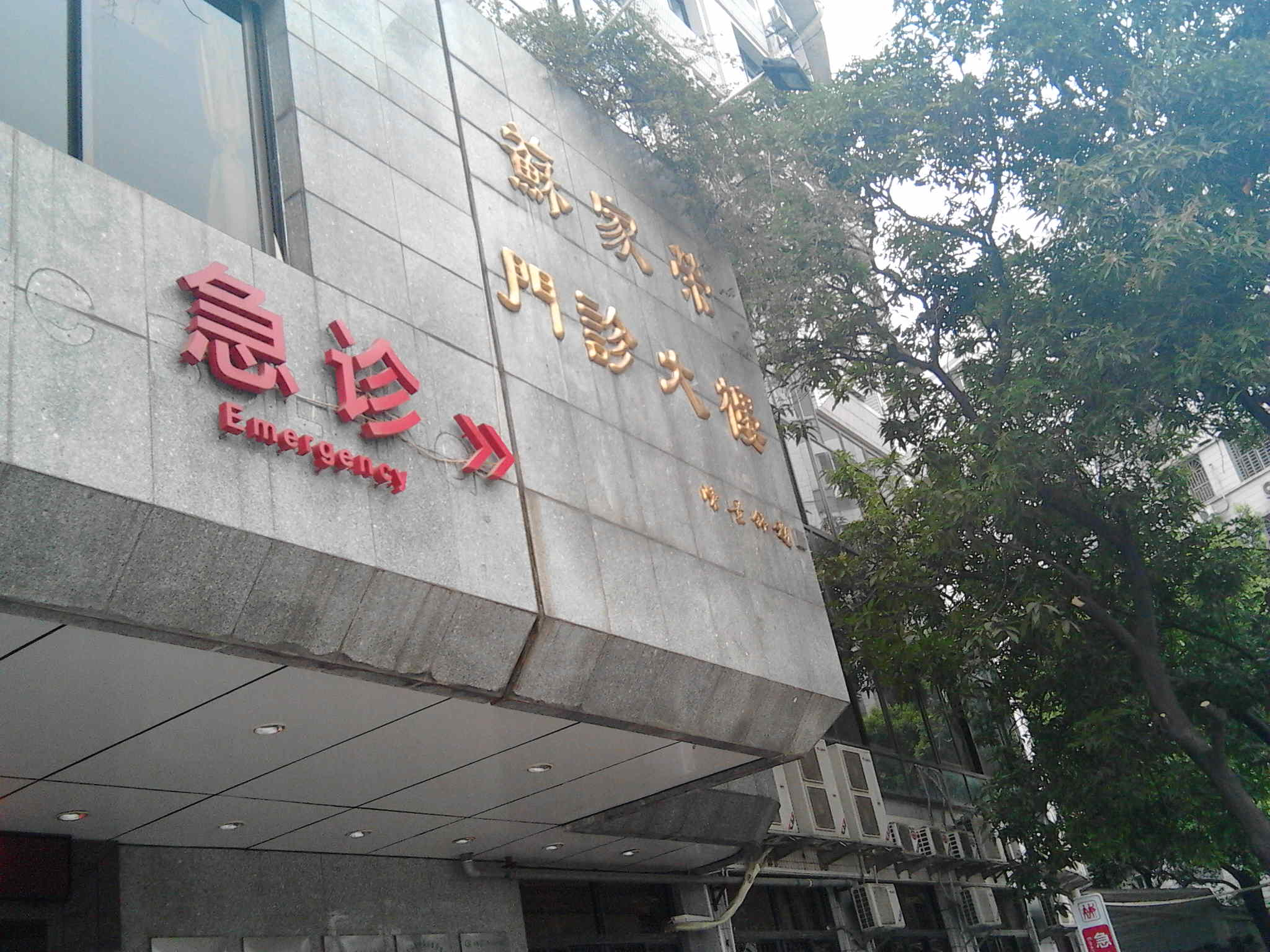
门诊大楼名称
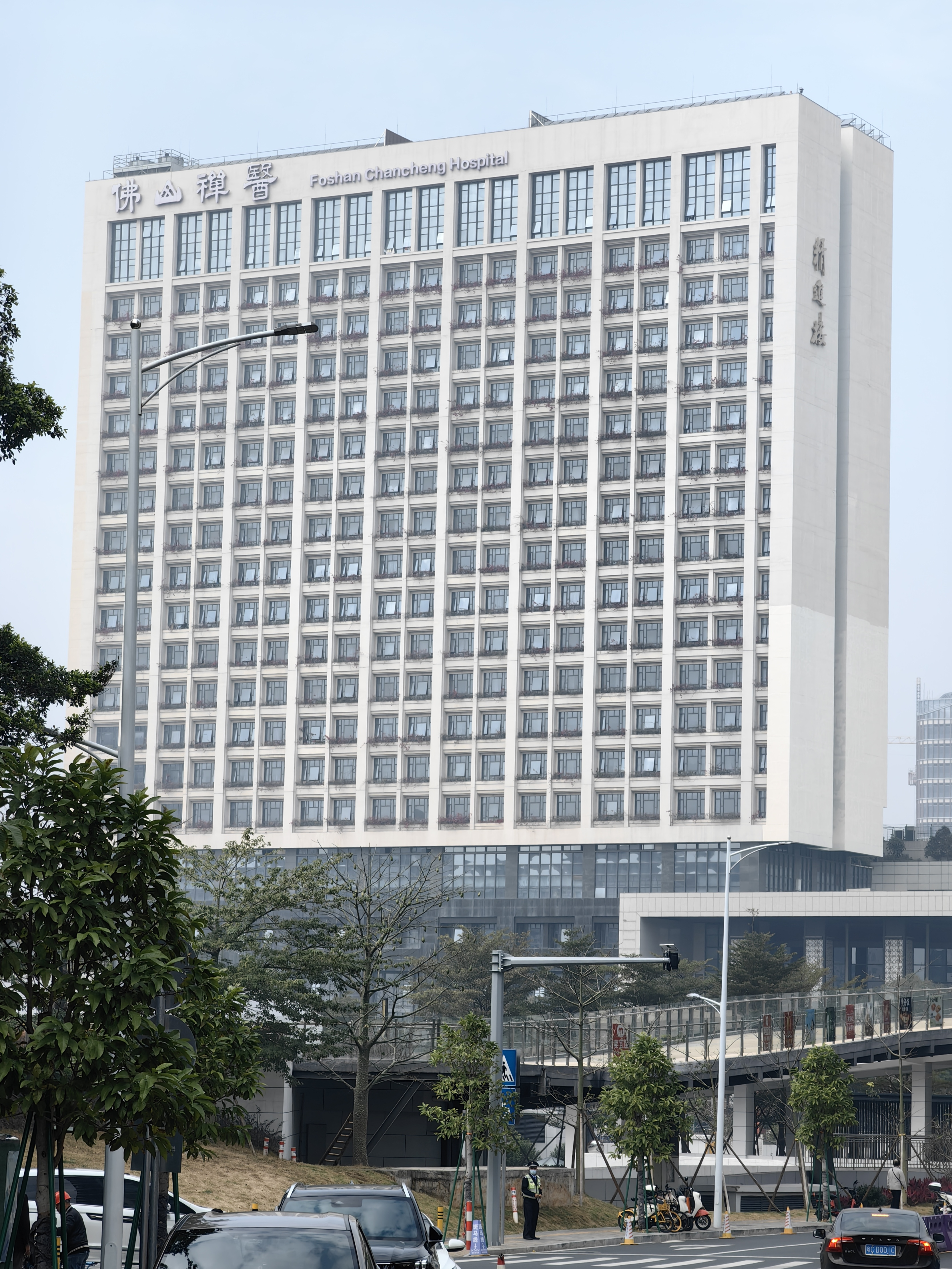
精进楼
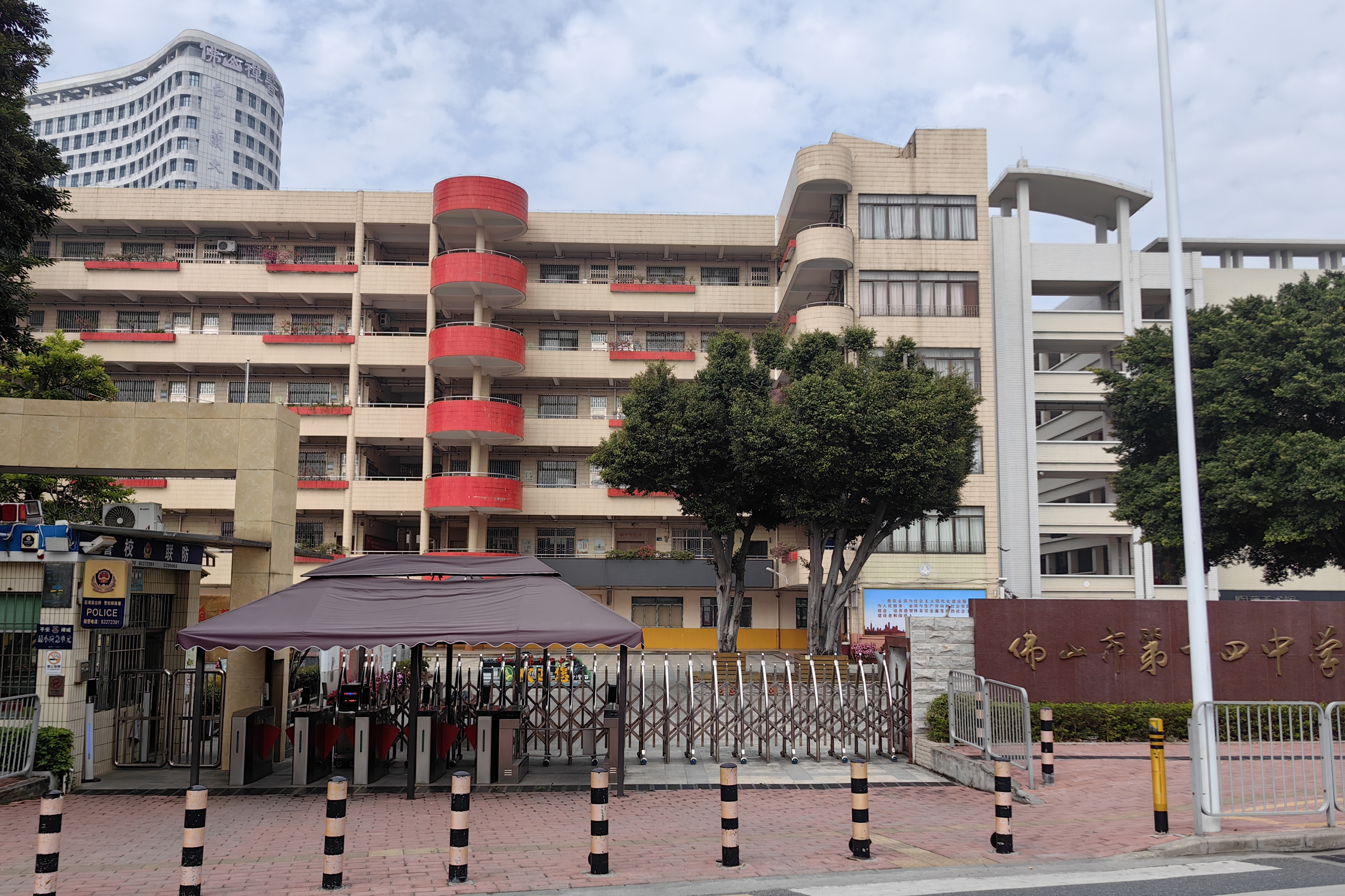
白玉兰大楼（见本图左上角）